# Ehrling Wahlgren
Per Bengt Erling Wahlgren, känd som Ehrling Wahlgren, född 27 oktober 1946 i Ystad, död 15 mars 2021 i Ystad var en svensk tyngdlyftare, styrkelyftare och kroppsbyggare

## Karriär
Höjdpunkter under Ehrling Wahlgrens karriär inom styrkelyft anses vara hans världsrekord i hacklift 1969, inom kroppsbyggnad hans första plats i Mr Europa 1974, hans tredjeplats vid Pro Mr World 1975 och hans första plats vid VM-kvalet i Vänersborg 1981.  Wahlgren fick utmärkelsen "Världens bästa armar" vid WBBG:s Pro Mr World 1975 i New York. Värt att nämna är att när han tog förstaplatsen i Mr Europa 1974 tog Ulf Bengtsson förstaplatsen i juniorklassen. 1997 medverkade Wahlgren i musikvideon till det skånska dansbandet Brogrens hitlåt "Vi har vatt i Öja". 2003 råkade Wahlgren ut för en olycka. Han skulle uppvisningslyfta en bil men det gick snett och Wahlgren fick en allvarlig kroppsskada.

## Tyngdlyftningsmeriter
- Etta vid de skånska juniormästerskapen i tyngdlyftning 1963, 1965, 1967 och 1968.

## Styrkelyftsmeriter
- 1969 Världsrekord i hacklift.

## Kroppsbyggningsmeriter
- 2:a i Mr Sweden 1969 och 1:a i Mr Sweden 1970[4]
- Mr Skandinavien 1970 2:a
- Mr Universe NABBA medium 5:a 1970
- Mr Europa 1971 2:a
- Mr Universe NABBA medium 5:a 1971
- Mr Skandinavien 1973 1:a
- Mr Universe NABBA medium 5:a 1973
- Mr Europa 1974 1:a
- Mr Universe NABBA medium 6:a
- Mr Skandinavien 1974 1:a
- VM Pro Mr World WBBG 1975 3:a
- Mr Skandinavien 1975 1:a
- VM Pro Mr World WBBG 4:a 1976
- Mr International IFBB 1977 3:a
- Mr Skandinavien 1978 2:a
- SM 1979 2:a
- VM-kvalet 1981 1:a